# Birgitte von Halling-Koch
Birgitte von Halling-Koch, född 30 april 1943, dansk skådespelare. 
Halling-Koch studerade vid Odense Teaters elevskola 1969-1972. 

## Filmografi
- 2000 - Här i närheten
- 1979 - Krigarens barn